# میسیونری (کلیسای عیسی مسیح قدیسان آخر زمان)

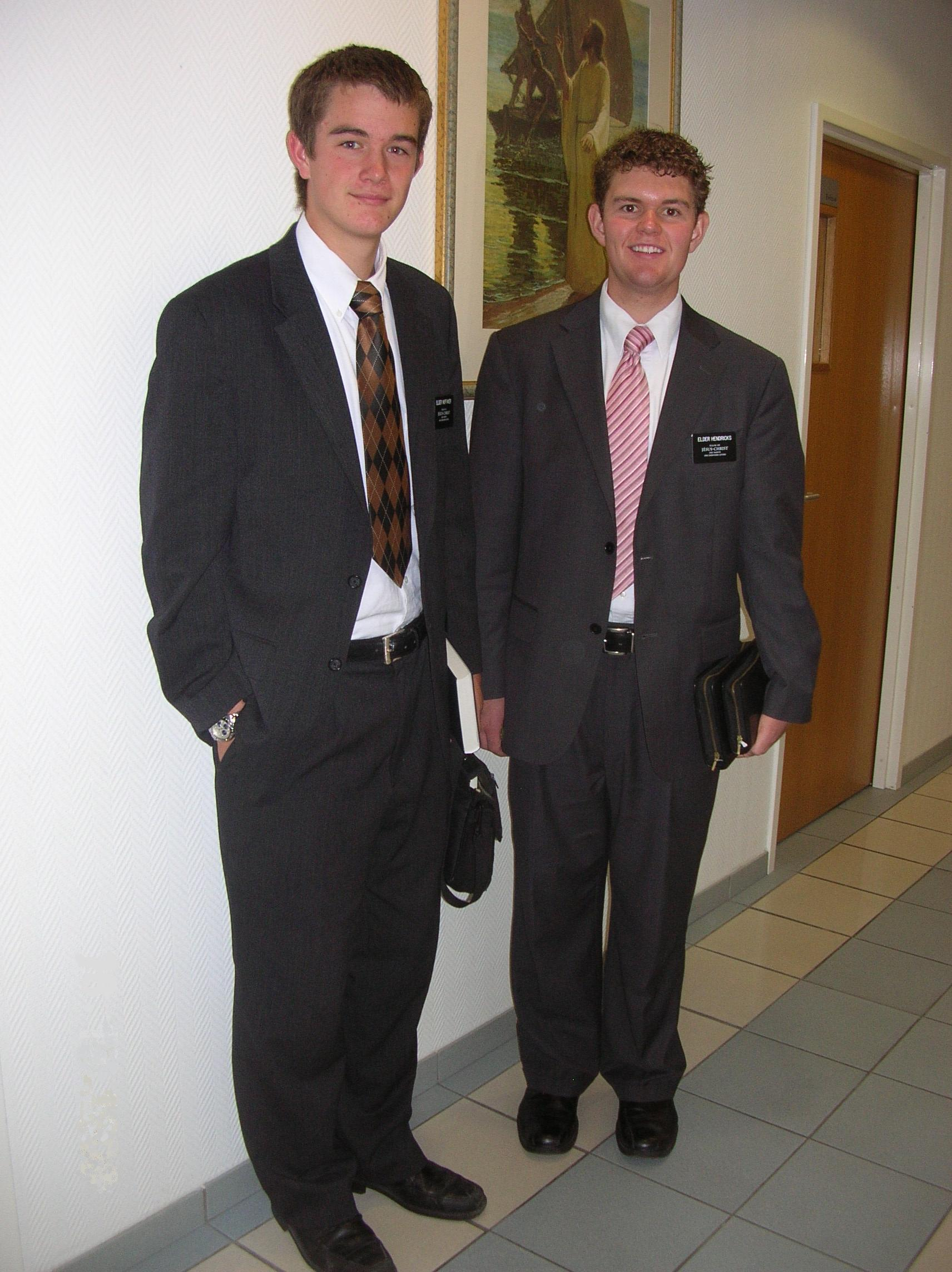
دو میسیونر کلیسای عیسی مسیح قدیسان آخر زمان

مبلغ مورمون یا میسیونری‌های کلیسای عیسی مسیح قدیسان آخر زمان -به‌طور گسترده میسیونری‌های مورمن گفته می‌شود- نمایندگان داوطلب کلیسای عیسی مسیح قدیسان آخر زمان هستند که در امر تبلیغ دینی، خدمات کلیسایی و خدمت به جامعه شرکت می‌کنند. این وظیفه می‌تواند پاره وقت یا تمام وقت. این تخصیص وظیفه ممکن است به هر یک از ۳۴۷ سازمان در سرتاسر جهان رخ بدهد.
در جهان امروز کلیسای عیسی مسیح قدیسان آخر زمان در زمینه امور تبلیغی یکی از فعالترین هاست و بیش از ۵۵ هزار میسیونر تمام وقت و ۲۲ هزار میسیونر پاره وقت خدمات کلیسایی دارد. بیشتر میسیونرهای تمام وقت را زنان و مردان مجرد جوانی که در پایان دوره نوجوانی و ابتدای دهه دوم زندگیشان هستند و زوجهای مسن تری که در خانه بچه ندارند تشکیل می‌دهند. بسیاری از آنها به نقاط دوردست یا خارج از کشور اعزام می‌شوند و لازمست زبان دیگری را در مرکز تربیت میسیونری بیاموزند. این وظیفه‌ها برای افراد مذکر عموماً دوساله است گرچه شدیداً برای آنها توصیه شده ولی الزامی نیست. همه میسیونری‌های مورمن داوطلبانه است و هیچ حقوقی برای کارشان از کلیسا دریافت نمی‌کنند. عموماً با کمک خانواده یا دیگر اعضای کلیسا گذران زندگی می‌کنند. بسیاری از اعضای کلیسای عیسی مسیح قدیسان آخر زمان در سالهای نوجوانی شان پول پس‌انداز می‌کنند تا وقتی برای خدمت فراخوانده شدند از پس مخارج میسیونری برآیند.
در طول تاریخ کلیسای عیسی مسیح قدیسان آخر زمان بیش از یک میلیون میسیونری به مأموریت اعزام شده‌اند.
کلیسای عیسی مسیح قدیسان آخر زمان در اکتبر ۲۰۱۲ اعلام کرد مردان جوان اگر از دبیرستان فارغ‌التحصیل شده باشند می‌توانند در سن ۱۸ سالگی مأموریت را انجام دهند. همچنین اعلام شد زنان جوان به جای ۲۱ سالگی می‌توانند از ۱۹ سالگی اعزام شوند.

## میسیونری‌های بازگشته
میسیونر بازگشته لفظی ست که اعضای کلیسای عیسی مسیح قدیسان آخر زمان برای اشاره به مردان و زنانی به کار می‌برند که سابقاً در یک میسیونری مورمن خدمت کرده باشند. میسیونرها پس از بازگشت تشویق می‌شوند جداً رابطه عاشقانه برقرار کنند تا بتوانند ازدواج کنند.
در فرهنگ مورمن کلیشه‌ها و جوک‌های فراوانی در خصوص میسیونرهای تازه برگشته وجود دارد که اکثراً در خصوص مشکلات آنها در خصوص حل شوک فرهنگی معکوس است. دیگر کلیشه‌های در خصوص این واقعیت این است که از آنجا که آنان به عنوان میسیونر، شدیداً ساختاریافته و با نظم می‌زیستند و از تماس با اعضای جنس مخالف خودداری می‌کردند، بسیاری از میسیونرهای بازگشته با تنظیم مجدد به زندگی اجتماعی و رابطه عاشقانه مشکل دارند.
دیگر کلیشه‌ها در خصوص هجوم بسیاری از میسیونرهای بازگشته است تا به سرعت ازدواج کنند. بسیاری از خانواده‌ها که دخترشان به حد کافی برای ازدواج بزرگ شده آنان را تشویق می‌کنند با میسیونرهای بازگشته ازدواج کنند زیرا شایسته‌ترین دانسته می‌شوند.

## ملاحظات
1. ↑  Hales, Brook P. (2012), "Statistical Report, 2011", Ensign, retrieved 2012-11-27.
2. ↑  "News Story", Newsroom, LDS Church, June 25, 2007, retrieved 2012-11-27 {{citation}}: |contribution= ignored (help)
3. ↑  Walch, Tad (June 26, 2007), "1 million missionaries for LDS Church – so far", Deseret Morning News, archived from the original on 10 August 2019, retrieved 2012-11-27
4. 1 2  "News Release", Newsroom, LDS Church, October 6, 2012
5. ↑  Spencer W. Kimball, “The Marriage Decision,” Ensign, Feb. 1975, p. 2.
6. ↑  Ezra Taft Benson, “To the Single Adult Brethren of the Church,” Ensign, May 1988, p. 51.
7. ↑  Earl C. Tingey, “Three Messages to Young Adults,” Liahona, Apr. 2007, pp. 26–31.
8. ↑  Smout, Kary D. (1988). "Senkyoshigo: A Missionary English of Japan". American Speech. 63 (2): 137–149. doi:10.2307/454418. JSTOR 454418.
9. ↑  "Mormon Missionary Work". Lightplanet.com. Archived from the original on 10 December 2012. Retrieved June 7, 2011.